# アーサー (コノート公)
初代コノート＝ストラサーン公爵アーサー王子（英語: Prince Arthur, 1st Duke of Connaught and Strathearn、全名：アーサー・ウィリアム・パトリック・アルバート(英語: Arthur William Patrick Albert))、1850年5月1日 - 1942年1月16日）は、イギリスの王族。
ヴィクトリア女王の第3王子であり、主に陸軍軍人として活躍した。最終階級は陸軍元帥。1911年から1916年にかけてはカナダ総督を務めた。

## 経歴

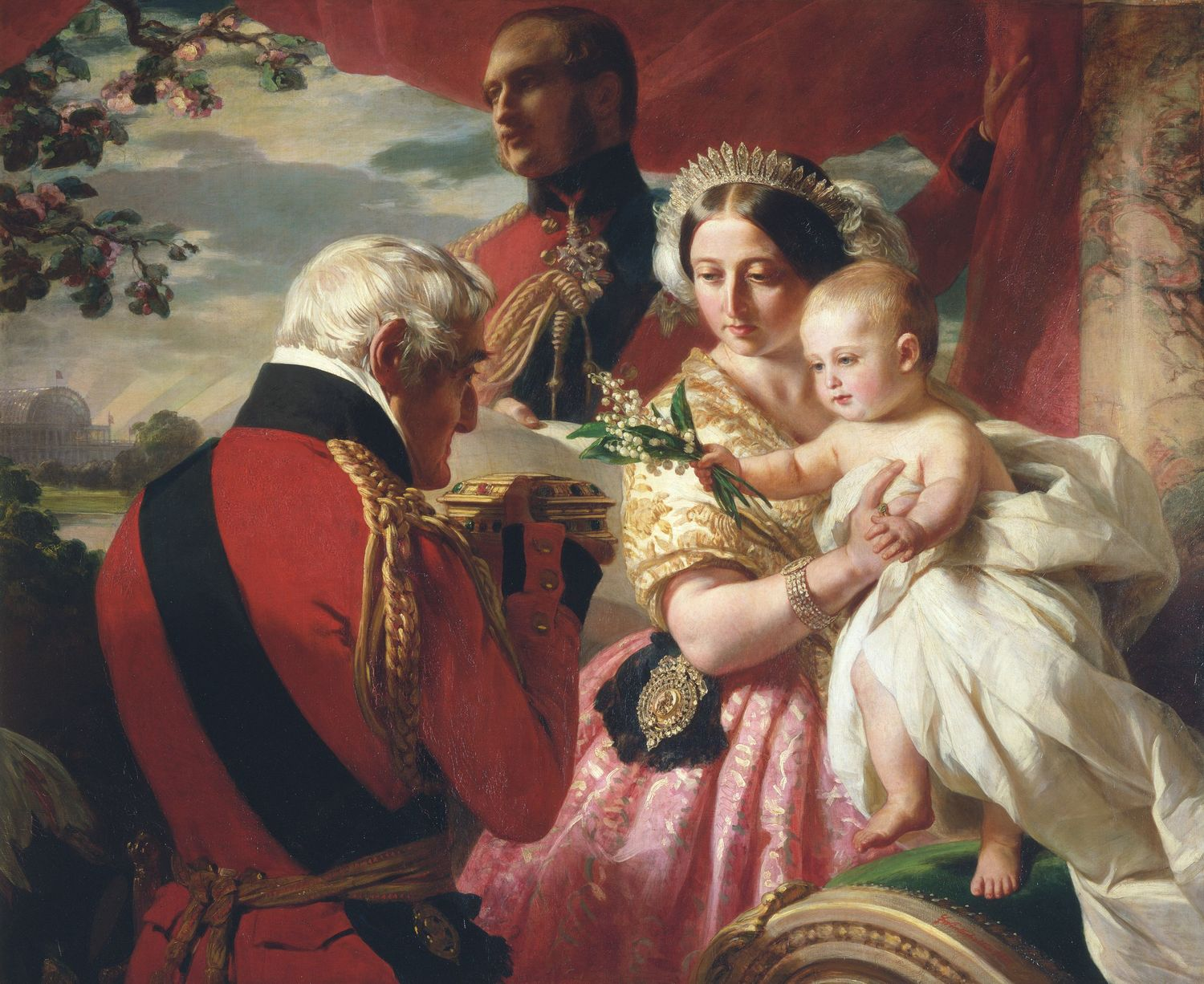
ヴィクトリア女王に抱かれる1歳のアーサー王子。初代ウェリントン公爵アーサー・ウェルズリーが誕生日の贈り物を捧げている。(フランツ・ヴィンターハルター画)

### 生誕
1850年5月1日、女王ヴィクトリアと王配アルバートの三男（第7子）としてバッキンガム宮殿に生まれた。その日誕生日を迎えていた初代ウェリントン公爵アーサー・ウェルズリーが代父に立てられ、その名前をとって「アーサー」と名付けられた。
後に国王エドワード7世となるプリンス・オブ・ウェールズのアルバート・エドワードと、後にザクセン＝コーブルク＝ゴータ公となるエディンバラ公アルフレッドは兄である。

### 陸軍に入隊
ウーリッジの王立陸軍士官学校で学び、1868年6月に王立工兵連隊に少尉として任官した。その後王立砲兵連隊、ついで王配所有ライフル旅団に転任した。この旅団所属中の1870年に初めてカナダに勤務した。1871年5月に大尉に昇進。
同年に枢密顧問官(PC)に列する。1874年5月24日にコノート＝ストラサーン公爵とサセックス伯爵に叙せられた。
1874年4月に第7女王所有軽騎兵連隊に転属し、1875年8月に少佐に昇進する。1876年に王配所有ライフル旅団に戻るとともに中佐に昇進し、1880年まで第一大隊を指揮した。
1878年には姉ヴィクトリア（ヴィッキー）とプロイセン王子フリードリヒ（のちのドイツ皇帝フリードリヒ3世）の結婚式に出席するため、ベルリンを訪問し、そこでプロイセン王族（フリードリヒ・ヴィルヘルム3世の曾孫）のルイーゼ・マルガレーテと恋におちて婚約し、1879年3月にウィンザー城のセント・ジョージ・チャペルで挙式した。
1880年5月には大佐に昇進し、王配所有ライフル旅団の名誉連隊長となった。

### エジプトに出征

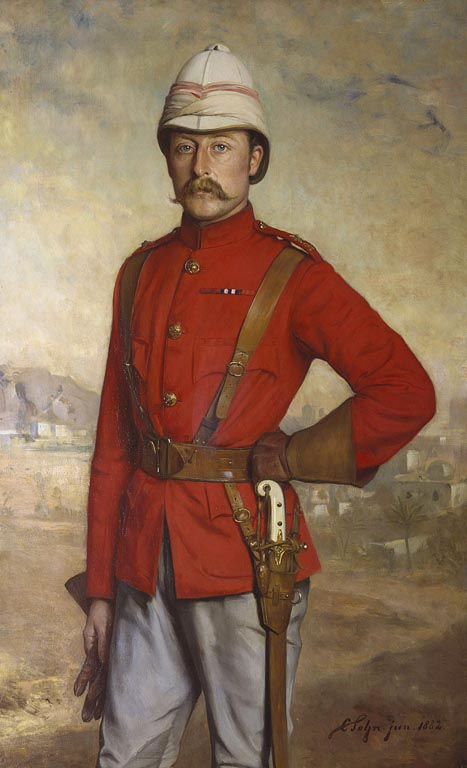
1882年にエジプトに出征した際のコノート公(カール・ルドルフ・ゾーン画)

1882年には反英運動オラービー革命を鎮圧すべくエジプトに出征した。もともとは皇太子アルバート・エドワードが出征を希望していたが、皇太子の身の安全を考慮して、代わりに弟のコノート公が王族を代表して出征することになった。
1882年9月13日のテル・エル・ケビールの戦いでは近衛旅団を率いて戦功をあげた。この戦いにエジプト軍が惨敗した結果、カイロは英軍に占領され、以降エジプトは実質的にイギリスの統治下に置かれた。
コノート公の活躍を聞いた母ヴィクトリア女王は、出征軍総司令官サー・ガーネット・ヴォルズリー(後のウォルズリー子爵)にあてた手紙の中で息子が「彼の愛する父（王配アルバート）にも偉大な代父（ウェリントン公爵）にも劣らぬ功績をあげた」ことに喜びを表明した。また1882年11月に女王はロンドンに凱旋した出征軍を閲兵したが、長女ヴィッキーにあてた手紙の中でその時の心情を次のように書いている。「可愛いアーサーが、自分が率いて共に戦った勇士たちの先頭に立ち、最愛のパパと瓜二つの身のこなしで目の前を通過して行ったときには嬉しくて胸の鼓動が一段と高鳴る思いだった」。

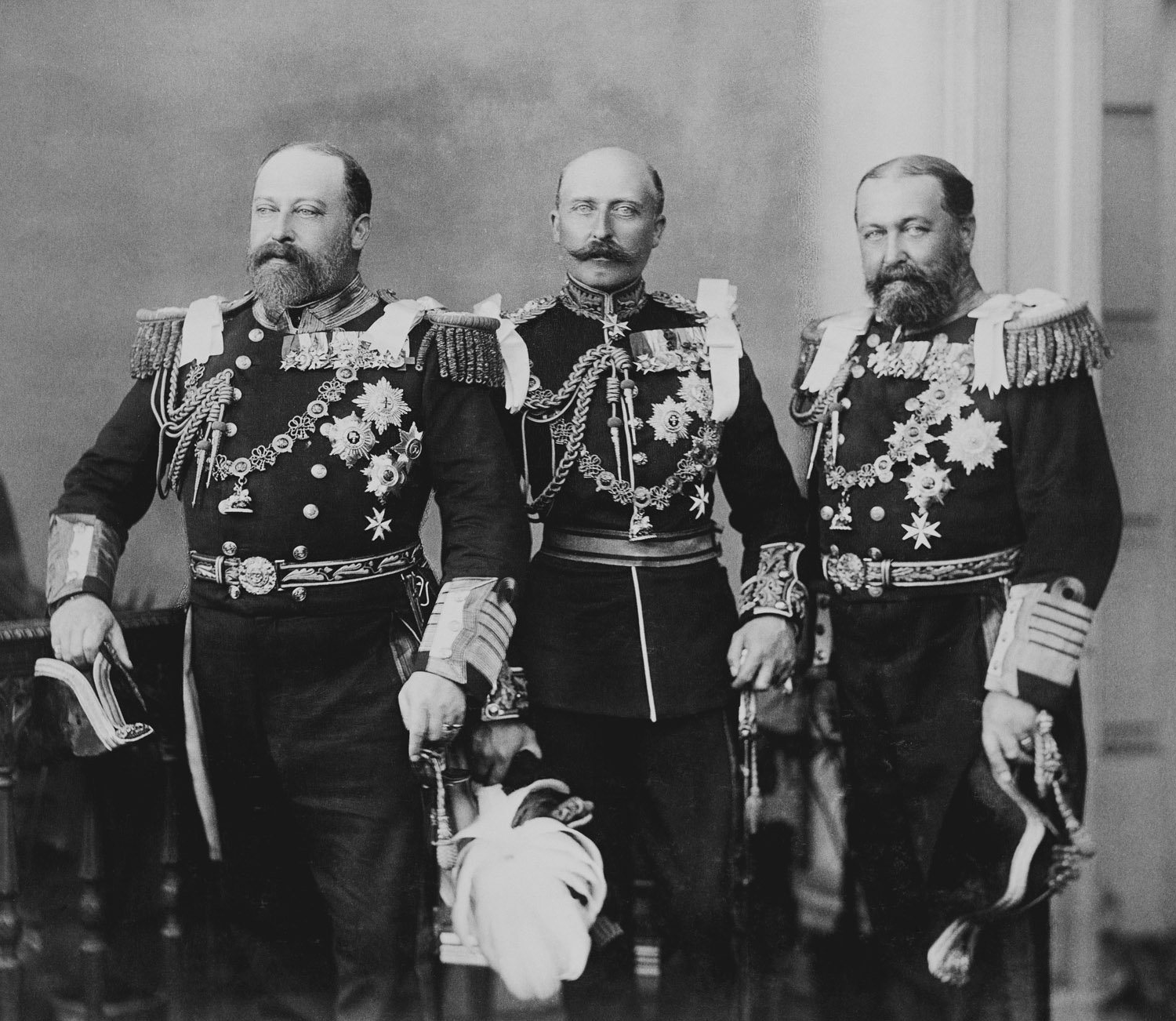
1893年、ヴィクトリア女王の王子3人。左から皇太子アルバート・エドワード(エドワード7世)、コノート公、エジンバラ公アルフレッド

### 陸軍将官として
1883年3月には少将に昇進した。1883年にはスコッツガーズの名誉連隊長に就任。1886年から1890年にかけてはボンベイ陸軍の最高司令官 (C-in-C) を務めた。1889年4月に中将に昇進した。1893年4月に大将に昇進するとともにアルダーショット司令部最高司令官(GOC-in-C)に就任。
母ヴィクトリアは、コノート公をイギリス陸軍最高司令官にすることを夢見ており、1895年にケンブリッジ公ジョージが同職を退任した際、コノート公をその後任にしようとしたが、ウォルズリーの反対で阻止され、ウォルズリーがその地位を得た。1900年にウォルズリーが退任した際にも女王はコノート公をその後任にすることを策動したが、首相第3代ソールズベリー侯爵ロバート・ガスコイン＝セシルが初代ロバーツ男爵フレデリック・ロバーツを強く押したため失敗に終わった。
1900年に勃発した第2次ボーア戦争には従軍せず、代わりにアイルランド最高司令官に就任した。
1901年1月に母が崩御し、兄アルバート・エドワードがエドワード7世として即位した。即位に際してエドワード7世は、フリーメイソンのイングランド・連合グランドロッジのグランドマスターの地位を辞し、代わってコノート公がその地位に就いた。
1902年6月には元帥に昇進。甥にあたるドイツ皇帝ヴィルヘルム2世からもプロイセン軍元帥位を与えられた。
1904年には陸軍監査長官(Inspector-General of the Forces)に就任。1907年には新設された地中海最高司令官(C-in-C mediterranean)に就任したが、1909年に辞した。

### カナダ総督として

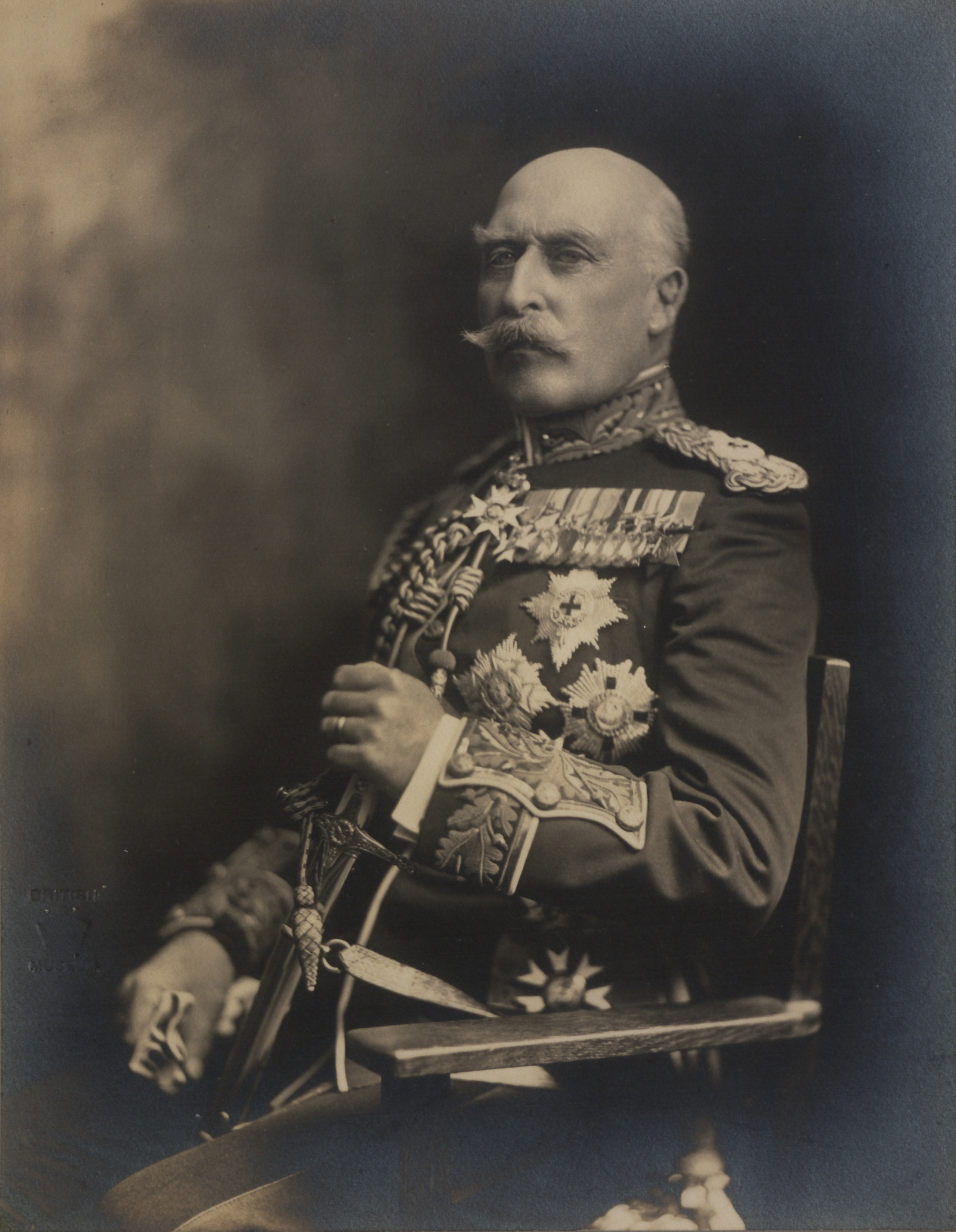
1913年のカナダ総督コノート公

1911年にカナダ総督に就任した。1914年に第一次世界大戦が勃発すると、ドミニオンからできる限り戦争協力を引き出そうとしたが、そのことで軍事・防衛大臣サム・ヒュージェスと対立を深めた。
1916年に任務を終えてイギリスへ帰国した。

### 晩年と薨去
カナダ総督退任後は実質的な引退生活に入り、公務から離れるようになった。
1942年1月16日にサリーの地所バグショット・パークで薨去した。フロッグモア王室墓地に葬られた。爵位は孫のアラステアが継承したが、彼はわずか1年後の1943年4月に子供なく薨去し、そこで爵位は絶えた。

## 来日

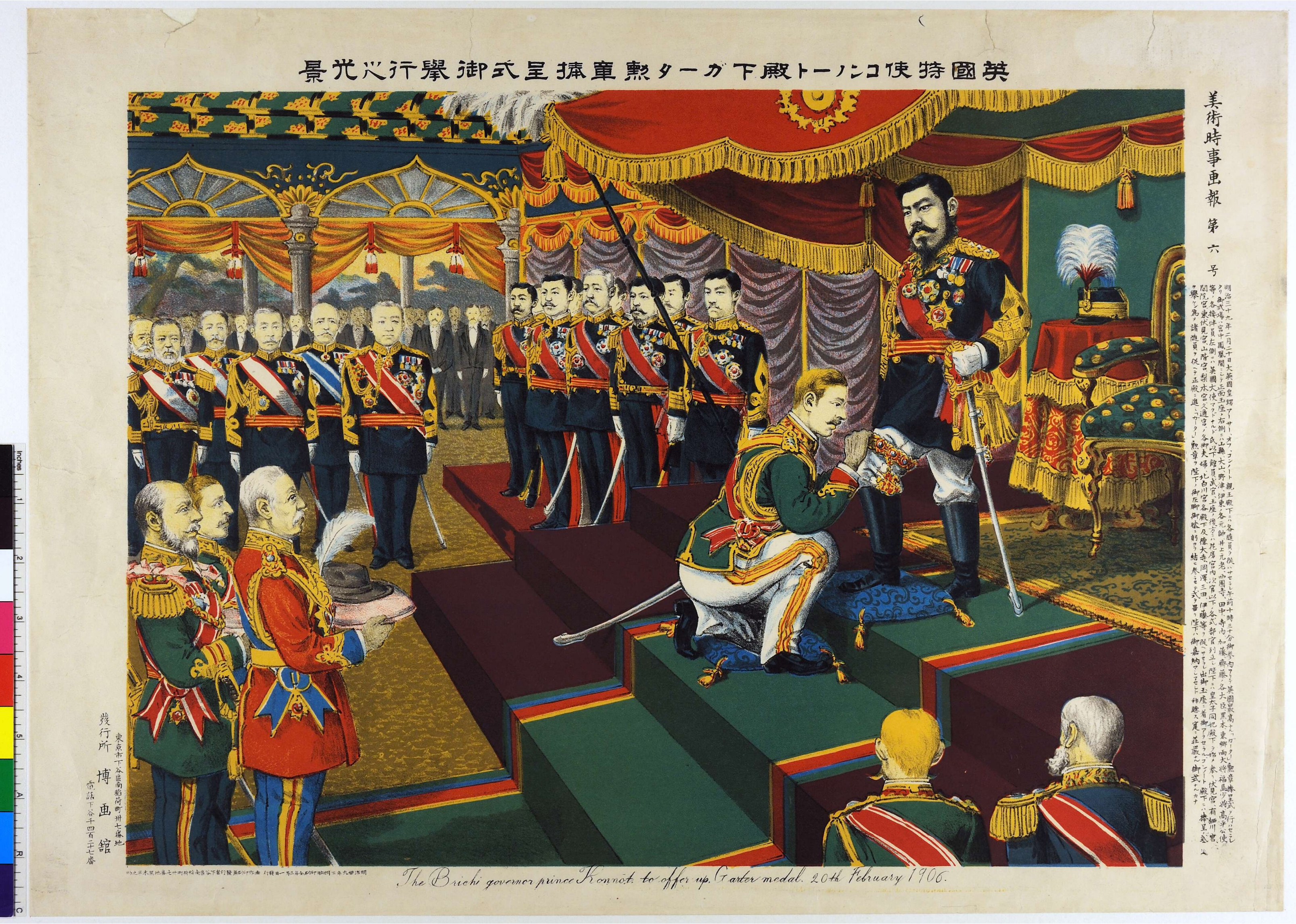
ガーター勲章をコノート公より伝達される明治天皇（1906年）。この時コノート公は誤ってピンで自分の指を傷付け出血したが、何事もなかったように式を続け、天皇も気付かない振りをした。天皇は式が終わった後、コノート公の落ち着きを称えた。

コノートは1890年（明治23年）、1906年（明治39年）、1912年（大正元年）、1918年（大正7年）の4回、日本を訪問している。なお日本では『コンノート殿下』と呼ばれた。
1890年の来日では上村松園の「四季美人図」を買い上げて話題となった。1906年の来日は明治天皇にガーター勲章を奉呈するために、エドワード7世の名代となったもので、英国王室の日本公式訪問としては最初のものであった。2月19日から3月16日まで滞在し、日本各地を訪問している。このときの首席随員は、明治維新期に英国公使館に勤務したリーズデイル卿であった。なお、この時に日光で刺青を入れたといわれている。
1912年の来日は明治天皇の大喪儀に参列するため、1918年の来日は大正天皇への元帥杖授与のためのものであった。

## 栄典

### 爵位
- 1874年5月24日、初代コノート＝ストラサーン公爵(連合王国貴族爵位)[4]
- 1874年5月24日、初代サセックス伯爵(連合王国貴族爵位)[4]

### 勲章
- 1867年5月24日、ガーター勲章ナイト (KG)[4]
- 1869年、聖パトリック勲章ナイト (KP)[4]
- 1869年5月24日、シッスル勲章ナイト (KT)[4]
- 1870年、聖マイケル・聖ジョージ勲章ナイト・グランド・クロス (GCMG)[4]
- 1887年、インド帝国勲章ナイト・グランド・コマンダー (GCIE)[4]
- 1890年、バス勲章ナイト・コマンダー (KCB)[4]
- 1896年、ロイヤル・ヴィクトリア勲章 (GCVO)[4]
- 1898年、バス勲章ナイト・グランド・クロス (GCB)[4]
- 大英帝国勲章ナイト・グランド・クロス (GBE)

#### 外国勲章
- 1906年、大勲位菊花大綬章（日本）[17]
- 1912年、大勲位菊花章頸飾（日本）
- 金羊毛勲章（スペイン）

### 名誉職
- 1911年 – 1942年、科学技術産業振興協会（王立技芸協会）会長[18]

## 家族

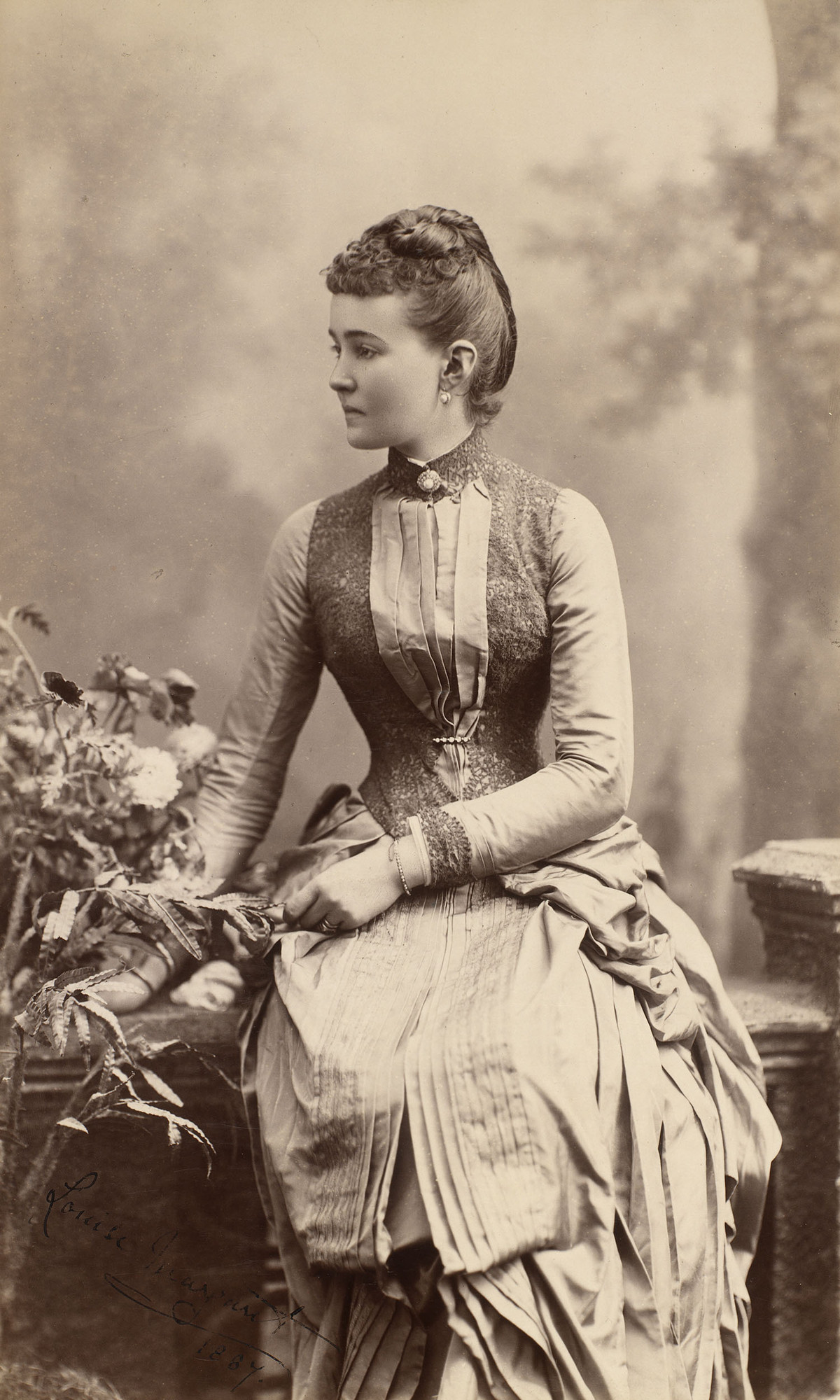
妻のルイーゼ・マルガレーテ・フォン・プロイセン

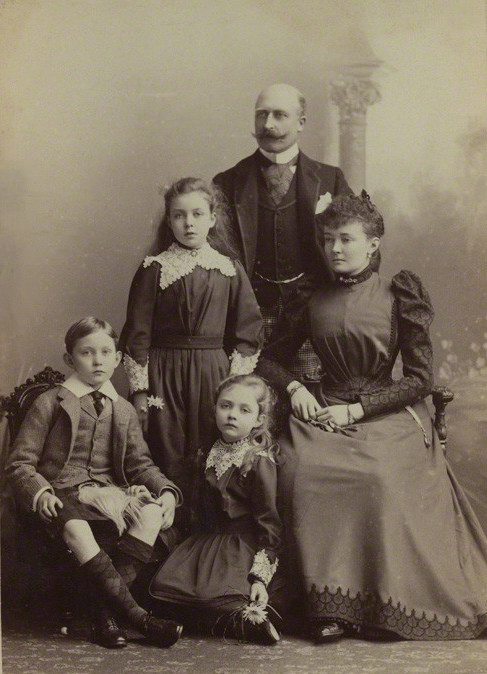
1893年のコノート公爵一家。

1879年、アーサーはプロイセン王族（フリードリヒ・ヴィルヘルム3世の曾孫）のルイーゼ・マルガレーテと結婚した。
- 長女マーガレットはスウェーデン王太子（後のグスタフ6世アドルフ）と結婚したが、王妃になる前に薨去。その後、グスタフ6世アドルフは彼女の従姉にあたるヘッセン大公女ヴィクトリアの次女ルイーズと再婚。マーガレットはデンマーク女王マルグレーテ2世、スウェーデン国王カール16世グスタフの祖母にあたる。

- 長男アーサーは、伯父エドワード7世の孫娘で第2代ファイフ公爵（夫人）のアレクサンドラと結婚。一子アラステアが祖父の跡を継いでコノート公となったが、子供を得ないまま死去し、コノート公家は断絶した。

- 次女パトリシアは姉同様美人の誉れが高く、ポルトガルの王子・ブラガンサ公ルイス・フィリペとマヌエル（後の国王）の兄弟やスペインのアルフォンソ13世、ロシア皇帝ニコライ2世の弟ミハイル大公の妃候補であったが、父の部下アレクサンダー・ラムジーと結婚した。